# Ніколаєвська сільська рада (Німецький національний район)
Нікола́євська сільська рада (рос. Николаевский сельский совет) — сільське поселення у складі Німецького національного району Алтайського краю Росії.
Адміністративний центр та єдиний населений пункт — село Ніколаєвка.

## Населення
Населення — 1054 особи (2019; 1074 в 2010, 1342 у 2002).